# Dirka po Franciji 2015
Dirka po Franciji 2015 je bila 102. izvedba dirke po Franciji, ene od dirk Grand Tour. Začela se je 4. julija v Utrechtu in končala 26. julija s tradicionalnim zaključkom na Elizejskih poljanah v Parizu. Dirka je bila sestavljena iz 21 etap v skupni dolžini 3360 km. Sodelovalo je 198 kolesarjev iz 22-ih ekip. Rumeno majico je osvojil Chris Froome (Team Sky), drugo mesto Nairo Quintana, tretje pa Alejandro Valverde (oba Movistar Team). Zeleno majico je osvojil Peter Sagan (Tinkoff–Saxo), pikčasto majico je osvojil Froome, belo majico pa Quintana.

## Ekipe
UCI WorldTeams
- Astana
- AG2R La Mondiale
- BMC Racing Team
- Cannondale–Garmin
- Etixx–Quick-Step
- FDJ
- Giant-Alpecin
- IAM Cycling
- Team Katusha
- Lampre–Merida
- Lotto–Soudal
- LottoNL–Jumbo
- Movistar Team
- Orica–GreenEDGE
- Team Sky
- Tinkoff–Saxo
- Trek Factory Racing

UCI Professional Continental teams
- Bora–Argon 18
- Bretagne–Séché Environnement
- Cofidis
- Team Europcar
- MTN–Qhubeka

## Etape
| Etapa | Datum     | Štart/Cilj                                            | Razdalja  | Tip       | Tip                  | Zmagovalec               |           |
| ----- | --------- | ----------------------------------------------------- | --------- | --------- | -------------------- | ------------------------ | --------- |
| 1     | 4. julij  | Utrecht (Nizozemska)                                  | 13,8 km   |           | posamični kronometer | Rohan Dennis (AUS)       |           |
| 2     | 5. julij  | Utrecht (Nizozemska) — Zeeland (Nizozemska)           | 166 km    |           | ravninska etapa      | André Greipel (GER)      |           |
| 3     | 6. julij  | Antwerp (Belgija) — Huy (Belgija)                     | 159,5 km  |           | hribovita etapa      | Joaquim Rodríguez (ESP)  |           |
| 4     | 7. julij  | Seraing (Belgija) — Cambrai                           | 223,5 km  |           | hribovita etapa      | Tony Martin (GER)        |           |
| 5     | 8. julij  | Arras — Amiens                                        | 189,5 km  |           | ravninska etapa      | André Greipel (GER)      |           |
| 6     | 9. julij  | Abbeville — Le Havre                                  | 191,5 km  |           | ravninska etapa      | Zdeněk Štybar (CZE)      |           |
| 7     | 10. julij | Livarot — Fougères                                    | 190,5 km  |           | ravninska etapa      | Mark Cavendish (GBR)     |           |
| 8     | 11. julij | Rennes — Mûr-de-Bretagne                              | 181,5 km  |           | hribovita etapa      | Alexis Vuillermoz (FRA)  |           |
| 9     | 12. julij | Vannes — Plumelec                                     | 28 km     |           | ekipni kronometer    | BMC Racing Team          |           |
|       | 13. julij | Pau                                                   | Pau       |           | dan počitka          | dan počitka              |           |
| 10    | 14. julij | Tarbes — La Pierre Saint-Martin                       | 167 km    |           | hribovita etapa      | Chris Froome (GBR)       |           |
| 11    | 15. julij | Pau — Cauterets                                       | 188 km    |           | gorska etapa         | Rafał Majka (POL)        |           |
| 12    | 16. julij | Lannemezan — Plateau de Beille                        | 195 km    |           | gorska etapa         | Joaquim Rodríguez (ESP)  |           |
| 13    | 17. julij | Muret — Rodez                                         | 198,5 km  |           | hribovita etapa      | Greg Van Avermaet (BEL)  |           |
| 14    | 18. julij | Rodez — Mende                                         | 178,5 km  |           | hribovita etapa      | Steve Cummings (GBR)     |           |
| 15    | 19. julij | Mende — Valence                                       | 183 km    |           | ravninska etapa      | André Greipel (GER)      |           |
| 16    | 20. julij | Bourg-de-Péage — Gap                                  | 201 km    |           | hribovita etapa      | Rubén Plaza Molina (ESP) |           |
|       | 21. julij | Gap                                                   | Gap       |           | dan počitka          | dan počitka              |           |
| 17    | 22. julij | Digne-les-Bains — Pra-Loup                            | 161 km    |           | gorska etapa         | Simon Geschke (GER)      |           |
| 18    | 23. julij | Gap — Saint-Jean-de-Maurienne                         | 186,5 km  |           | gorska etapa         | Romain Bardet (FRA)      |           |
| 29    | 24. julij | Saint-Jean-de-Maurienne — La Toussuire - Les Sybelles | 138 km    |           | gorska etapa         | Vincenzo Nibali (ITA)    |           |
| 20    | 25. julij | Modane — Alpe d'Huez                                  | 110,5 km  |           | gorska etapa         | Thibaut Pinot (FRA)      |           |
| 21    | 26. julij | Sèvres — Pariz (Elizejske poljane)                    | 109,5 km  |           | ravninska etapa      | André Greipel (GER)      |           |
|       | Skupaj    | Skupaj                                                | 3360,3 km | 3360,3 km | 3360,3 km            | 3360,3 km                | 3360,3 km |

## Razvrstitev po klasifikacijah
| Etapa  | Zmagovalec        | - Rumena majica   | - Zelena majica | - Pikčasta majica    | - Bela majica  | - Ekipno        | - Rdeča številka    |
| ------ | ----------------- | ----------------- | --------------- | -------------------- | -------------- | --------------- | ------------------- |
| 1      | Rohan Dennis      | Rohan Dennis      | Rohan Dennis    | brez                 | Rohan Dennis   | LottoNL–Jumbo   | brez                |
| 2      | André Greipel     | Fabian Cancellara | André Greipel   | brez                 | Tom Dumoulin   | BMC Racing Team | Michał Kwiatkowski  |
| 3      | Joaquim Rodríguez | Chris Froome      | André Greipel   | Joaquim Rodríguez    | Peter Sagan    | BMC Racing Team | Jan Bárta           |
| 4      | Tony Martin       | Tony Martin       | André Greipel   | Joaquim Rodríguez    | Peter Sagan    | BMC Racing Team | Vincenzo Nibali     |
| 5      | André Greipel     | Tony Martin       | André Greipel   | Joaquim Rodríguez    | Peter Sagan    | BMC Racing Team | Michael Matthews    |
| 6      | Zdeněk Štybar     | Tony Martin       | André Greipel   | Daniel Teklehaimanot | Peter Sagan    | BMC Racing Team | Perrig Quéméneur    |
| 7      | Mark Cavendish    | Chris Froome      | André Greipel   | Daniel Teklehaimanot | Peter Sagan    | BMC Racing Team | Anthony Delaplace   |
| 8      | Alexis Vuillermoz | Chris Froome      | Peter Sagan     | Daniel Teklehaimanot | Peter Sagan    | BMC Racing Team | Bartosz Huzarski    |
| 9      | BMC Racing Team   | Chris Froome      | Peter Sagan     | Daniel Teklehaimanot | Peter Sagan    | BMC Racing Team | brez                |
| 10     | Chris Froome      | Chris Froome      | André Greipel   | Chris Froome         | Nairo Quintana | Team Sky        | Kenneth Vanbilsen   |
| 11     | Rafał Majka       | Chris Froome      | Peter Sagan     | Chris Froome         | Nairo Quintana | Team Sky        | Dan Martin          |
| 12     | Joaquim Rodríguez | Chris Froome      | Peter Sagan     | Chris Froome         | Nairo Quintana | Movistar Team   | Michał Kwiatkowski  |
| 13     | Greg Van Avermaet | Chris Froome      | Peter Sagan     | Chris Froome         | Nairo Quintana | Movistar Team   | Thomas De Gendt     |
| 14     | Steve Cummings    | Chris Froome      | Peter Sagan     | Chris Froome         | Nairo Quintana | Movistar Team   | Pierre-Luc Périchon |
| 15     | André Greipel     | Chris Froome      | Peter Sagan     | Chris Froome         | Nairo Quintana | Movistar Team   | Peter Sagan         |
| 16     | Rubén Plaza       | Chris Froome      | Peter Sagan     | Chris Froome         | Nairo Quintana | Movistar Team   | Peter Sagan         |
| 17     | Simon Geschke     | Chris Froome      | Peter Sagan     | Chris Froome         | Nairo Quintana | Movistar Team   | Simon Geschke       |
| 18     | Romain Bardet     | Chris Froome      | Peter Sagan     | Joaquim Rodríguez    | Nairo Quintana | Movistar Team   | Romain Bardet       |
| 19     | Vincenzo Nibali   | Chris Froome      | Peter Sagan     | Romain Bardet        | Nairo Quintana | Movistar Team   | Pierre Rolland      |
| 20     | Thibaut Pinot     | Chris Froome      | Peter Sagan     | Chris Froome         | Nairo Quintana | Movistar Team   | Alexandre Geniez    |
| 21     | André Greipel     | Chris Froome      | Peter Sagan     | Chris Froome         | Nairo Quintana | Movistar Team   | brez                |
| Skupno | Skupno            | Chris Froome      | Peter Sagan     | Chris Froome         | Nairo Quintana | Movistar Team   | Romain Bardet       |

## Končna razvrstitev
| Legenda                                  | Legenda                                  | Legenda                               | Legenda                                    |
| ---------------------------------------- | ---------------------------------------- | ------------------------------------- | ------------------------------------------ |
| A yellow jersey.                         | Predstavlja vodilnega v skupnem seštevku | A white jersey with red polka dots.   | Predstavlja vodilnega v gorski razvrstitvi |
| A green jersey.                          | Predstavlja vodilnega po točkah          | A white jersey.                       | Predstavlja najboljšega mladega kolesarja  |
| A white jersey with a yellow number bib. | Predstavlja vodilnega najboljše ekipe    | A white jersey with a red number bib. | Predstavlja najbolj borbenega kolesarja    |

### Rumena majica
| Poz. | Kolesar                  | Ekipa               | Čas         |
| ---- | ------------------------ | ------------------- | ----------- |
| 1    | Chris Froome (GBR)       | Team Sky            | 84h 46' 14" |
| 2    | Nairo Quintana (COL)     | Movistar Team       | + 1' 12"    |
| 3    | Alejandro Valverde (ESP) | Movistar Team       | + 5' 25"    |
| 4    | Vincenzo Nibali (ITA)    | Astana              | + 8' 36"    |
| 5    | Alberto Contador (ESP)   | Tinkoff–Saxo        | + 9' 48"    |
| 6    | Robert Gesink (NED)      | LottoNL–Jumbo       | + 10' 47"   |
| 7    | Bauke Mollema (NED)      | Trek Factory Racing | + 15' 14"   |
| 8    | Mathias Frank (SUI)      | IAM Cycling         | + 15' 39"   |
| 9    | Romain Bardet (FRA)      | AG2R La Mondiale    | + 16' 00"   |
| 10   | Pierre Rolland (FRA)     | Team Europcar       | + 17' 30"   |

| Skupna razvrstitev kolesarjev (11–160) | Skupna razvrstitev kolesarjev (11–160) | Skupna razvrstitev kolesarjev (11–160) | Skupna razvrstitev kolesarjev (11–160) |
| Poz.                                   | Kolesar                                | Ekipa                                  | Čas                                    |
| -------------------------------------- | -------------------------------------- | -------------------------------------- | -------------------------------------- |
| 11                                     | Andrew Talansky (USA)                  | Cannondale–Garmin                      | + 22' 06"                              |
| 12                                     | Samuel Sánchez (ESP)                   | BMC Racing Team                        | + 22' 50"                              |
| 13                                     | Serge Pauwels (BEL)                    | MTN–Qhubeka                            | + 31' 03"                              |
| 14                                     | Warren Barguil (FRA)                   | Giant-Alpecin                          | + 31' 15"                              |
| 15                                     | Geraint Thomas (GBR)                   | Team Sky                               | + 31' 39"                              |
| 16                                     | Thibaut Pinot (FRA)                    | FDJ                                    | + 38' 52"                              |
| 17                                     | Roman Kreuziger (CZE)                  | Tinkoff–Saxo                           | + 1h 02' 51"                           |
| 18                                     | Mikaël Cherel (FRA)                    | AG2R La Mondiale                       | + 1h 05' 00"                           |
| 19                                     | Jarlinson Pantano (COL)                | IAM Cycling                            | + 1h 09' 08"                           |
| 20                                     | Jan Bakelants (BEL)                    | AG2R La Mondiale                       | + 1h 16' 36"                           |
| 21                                     | Steven Kruijswijk (NED)                | LottoNL–Jumbo                          | + 1h 21' 27"                           |
| 22                                     | Tanel Kangert (EST)                    | Astana                                 | + 1h 24' 58"                           |
| 23                                     | Jakob Fuglsang (DEN)                   | Astana                                 | + 1h 25' 23"                           |
| 24                                     | Jonathan Castroviejo (ESP)             | Movistar Team                          | + 1h 26' 05"                           |
| 25                                     | Jan Bárta (CZE)                        | Bora–Argon 18                          | + 1h 26' 56"                           |
| 26                                     | Alexis Vuillermoz (FRA)                | AG2R La Mondiale                       | + 1h 28' 29"                           |
| 27                                     | Bob Jungels (LUX)                      | Trek Factory Racing                    | + 1h 33' 21"                           |
| 28                                     | Rafał Majka (POL)                      | Tinkoff–Saxo                           | + 1h 35' 06"                           |
| 29                                     | Joaquim Rodríguez (ESP)                | Team Katusha                           | + 1h 36' 07"                           |
| 30                                     | Rubén Plaza (ESP)                      | Lampre–Merida                          | + 1h 38' 22"                           |
| 31                                     | Tony Gallopin (FRA)                    | Lotto–Soudal                           | + 1h 40' 44"                           |
| 32                                     | Gorka Izagirre (ESP)                   | Movistar Team                          | + 1h 41' 34"                           |
| 33                                     | Romain Sicard (FRA)                    | Team Europcar                          | + 1h 51' 32"                           |
| 34                                     | Cyril Gautier (FRA)                    | Team Europcar                          | + 1h 51' 51"                           |
| 35                                     | Nicolas Roche (IRE)                    | Team Sky                               | + 1h 54' 08"                           |
| 36                                     | Michael Rogers (AUS)                   | Tinkoff–Saxo                           | + 1h 56' 13"                           |
| 37                                     | Lars Bak (DEN)                         | Lotto–Soudal                           | + 1h 56' 57"                           |
| 38                                     | Simon Geschke (GER)                    | Giant-Alpecin                          | + 1h 58' 14"                           |
| 39                                     | Dan Martin (IRL)                       | Cannondale–Garmin                      | + 2h 03' 37"                           |
| 40                                     | Ryder Hesjedal (CAN)                   | Cannondale–Garmin                      | + 2h 04' 37"                           |
| 41                                     | Michele Scarponi (ITA)                 | Astana                                 | + 2h 05' 03"                           |
| 42                                     | Rigoberto Urán (COL)                   | Etixx–Quick-Step                       | + 2h 08' 20"                           |
| 43                                     | Luis Ángel Maté (ESP)                  | Cofidis                                | + 2h 10' 12"                           |
| 44                                     | Wout Poels (NED)                       | Team Sky                               | + 2h 12' 44"                           |
| 45                                     | Thomas Voeckler (FRA)                  | Team Europcar                          | + 2h 14' 08"                           |
| 46                                     | Peter Sagan (SVK)                      | Tinkoff–Saxo                           | + 2h 14' 55"                           |
| 47                                     | Nelson Oliveira (POR)                  | Lampre–Merida                          | + 2h 15' 32"                           |
| 48                                     | Richie Porte (AUS)                     | Team Sky                               | + 2h 16' 05"                           |
| 49                                     | Daniel Teklehaimanot (ERI)             | MTN–Qhubeka                            | + 2h 16' 15"                           |
| 50                                     | Adam Yates (GBR)                       | Orica–GreenEDGE                        | + 2h 16' 36"                           |
| 51                                     | Jacques Janse van Rensburg (RSA)       | MTN–Qhubeka                            | + 2h 18' 16"                           |
| 52                                     | Pierrick Fédrigo (FRA)                 | Bretagne–Séché Environnement           | + 2h 22' 54"                           |
| 53                                     | Damiano Caruso (ITA)                   | BMC Racing Team                        | + 2h 26' 32"                           |
| 54                                     | Sylvain Chavanel (FRA)                 | IAM Cycling                            | + 2h 29' 28"                           |
| 55                                     | Bram Tankink (NED)                     | LottoNL–Jumbo                          | + 2h 30' 12"                           |
| 56                                     | Michael Schär (SWI)                    | BMC Racing Team                        | + 2h 31' 13"                           |
| 57                                     | Winner Anacona (COL)                   | Movistar Team                          | + 2h 31' 14"                           |
| 58                                     | Alberto Losada (ESP)                   | Team Katusha                           | + 2h 32' 30"                           |
| 59                                     | Stef Clement (NED)                     | IAM Cycling                            | + 2h 33' 42"                           |
| 60                                     | Marcel Wyss (SWI)                      | IAM Cycling                            | + 2h 34' 38"                           |
| 61                                     | Jean-Christophe Péraud (FRA)           | AG2R La Mondiale                       | + 2h 35' 10"                           |
| 62                                     | Haimar Zubeldia (ESP)                  | Trek Factory Racing                    | + 2h 36' 50"                           |
| 63                                     | Danilo Wyss (SWI)                      | BMC Racing Team                        | + 2h 37' 17"                           |
| 64                                     | Andrij Grivko (UKR)                    | Astana                                 | + 2h 38' 06"                           |
| 65                                     | José Herrada (ESP)                     | Movistar Team                          | + 2h 40' 06"                           |
| 66                                     | Daniel Navarro (ESP)                   | Cofidis                                | + 2h 43' 34"                           |
| 67                                     | Thomas De Gendt (BEL)                  | Lotto–Soudal                           | + 2h 48' 02"                           |
| 68                                     | Christophe Riblon (FRA)                | AG2R La Mondiale                       | + 2h 48' 19"                           |
| 69                                     | Kristijan Koren (SLO)                  | Cannondale–Garmin                      | + 2h 51' 44"                           |
| 70                                     | Leopold König (CZE)                    | Team Sky                               | + 2h 53' 09"                           |
| 71                                     | Mathieu Ladagnous (FRA)                | FDJ                                    | + 2h 53' 22"                           |
| 72                                     | Tiago Machado (POR)                    | Team Katusha                           | + 2h 54' 31"                           |
| 73                                     | Koen de Kort (NED)                     | Giant-Alpecin                          | + 2h 57' 05"                           |
| 74                                     | Perrig Quéméneur (FRA)                 | Team Europcar                          | + 2h 57' 19"                           |
| 75                                     | Reto Hollenstein (SWI)                 | IAM Cycling                            | + 2h 58' 30"                           |
| 76                                     | Kristijan Đurasek (CRO)                | Lampre–Merida                          | + 3h 02' 14"                           |
| 77                                     | Lieuwe Westra (NED)                    | Astana                                 | + 3h 03' 09"                           |
| 78                                     | Rafael Valls (ESP)                     | Lampre–Merida                          | + 3h 03' 11"                           |
| 79                                     | Wilco Kelderman (NED)                  | LottoNL–Jumbo                          | + 3h 04' 07"                           |
| 80                                     | Paul Martens (GER)                     | LottoNL–Jumbo                          | + 3h 04' 52"                           |
| 81                                     | Pierre-Luc Périchon (FRA)              | Bretagne–Séché Environnement           | + 3h 05' 48"                           |
| 82                                     | Edvald Boasson Hagen (NOR)             | MTN–Qhubeka                            | + 3h 08' 02"                           |
| 83                                     | Emanuel Buchmann (GER)                 | Bora–Argon 18                          | + 3h 08' 47"                           |
| 84                                     | Merhawi Kudus (ERI)                    | MTN–Qhubeka                            | + 3h 10' 36"                           |
| 85                                     | Anthony Delaplace (FRA)                | Bretagne–Séché Environnement           | + 3h 11' 28"                           |
| 86                                     | Steve Cummings (GBR)                   | MTN–Qhubeka                            | + 3h 12' 23"                           |
| 87                                     | Georg Preidler (AUT)                   | Giant-Alpecin                          | + 3h 14' 14"                           |
| 88                                     | Florian Vachon (FRA)                   | Bretagne–Séché Environnement           | + 3h 15' 01"                           |
| 89                                     | Simon Yates (GBR)                      | Orica–GreenEDGE                        | + 3h 16' 04"                           |
| 90                                     | Giampaolo Caruso (ITA)                 | Team Katusha                           | + 3h 17' 03"                           |
| 91                                     | Angelo Tulik (FRA)                     | Team Europcar                          | + 3h 18' 24"                           |
| 92                                     | Laurens ten Dam (NED)                  | LottoNL–Jumbo                          | + 3h 18' 43"                           |
| 93                                     | Markel Irizar (ESP)                    | Trek Factory Racing                    | + 3h 19' 44"                           |
| 94                                     | Julien Simon (FRA)                     | Cofidis                                | + 3h 19' 53"                           |
| 95                                     | Michał Gołaś (POL)                     | Etixx–Quick-Step                       | + 3h 21' 17"                           |
| 96                                     | Reinardt Janse van Rensburg (RSA)      | MTN–Qhubeka                            | + 3h 21' 30"                           |
| 97                                     | Daniel Oss (ITA)                       | BMC Racing Team                        | + 3h 22' 14"                           |
| 98                                     | Brice Feillu (FRA)                     | Bretagne–Séché Environnement           | + 3h 23' 11"                           |
| 99                                     | Paul Voss (GER)                        | Bora–Argon 18                          | + 3h 24' 53"                           |
| 100                                    | Martin Elmiger (SWI)                   | IAM Cycling                            | + 3h 26' 47"                           |
| 101                                    | Rohan Dennis (AUS)                     | BMC Racing Team                        | + 3h 27' 34"                           |
| 102                                    | Grégory Rast (SWI)                     | Trek Factory Racing                    | + 3h 29' 00"                           |
| 103                                    | Zdeněk Štybar (CZE)                    | Etixx–Quick-Step                       | + 3h 30' 13"                           |
| 104                                    | Sep Vanmarcke (BEL)                    | LottoNL–Jumbo                          | + 3h 31' 15"                           |
| 105                                    | Jérémy Roy (FRA)                       | FDJ                                    | + 3h 32' 12"                           |
| 106                                    | Roy Curvers (NED)                      | Giant-Alpecin                          | + 3h 35' 40"                           |
| 107                                    | Adriano Malori (ITA)                   | Movistar Team                          | + 3h 37' 28"                           |
| 108                                    | Bartosz Huzarski (POL)                 | Bora–Argon 18                          | + 3h 38' 06"                           |
| 109                                    | John Degenkolb (GER)                   | Giant-Alpecin                          | + 3h 39' 43"                           |
| 110                                    | Bryan Coquard (FRA)                    | Team Europcar                          | + 3h 42' 36"                           |
| 111                                    | Nicolas Edet (FRA)                     | Cofidis                                | + 3h 42' 42"                           |
| 112                                    | Alexandre Geniez (FRA)                 | FDJ                                    | + 3h 42' 57"                           |
| 113                                    | Benoît Vaugrenard (FRA)                | FDJ                                    | + 3h 43' 08"                           |
| 114                                    | Adam Hansen (AUS)                      | Lotto–Soudal                           | + 3h 45' 18"                           |
| 115                                    | Imanol Erviti (ESP)                    | Movistar Team                          | + 3h 47' 14"                           |
| 116                                    | Julien Vermote (BEL)                   | Etixx–Quick-Step                       | + 3h 50' 32"                           |
| 117                                    | Matteo Trentin (ITA)                   | Etixx–Quick-Step                       | + 3h 50' 59"                           |
| 118                                    | Matteo Bono (ITA)                      | Lampre–Merida                          | + 3h 52' 17"                           |
| 119                                    | Armindo Fonseca (FRA)                  | Bretagne–Séché Environnement           | + 3h 53' 13"                           |
| 120                                    | Manuel Quinziato (ITA)                 | BMC Racing Team                        | + 3h 53' 21"                           |
| 121                                    | Jos van Emden (NED)                    | LottoNL–Jumbo                          | + 3h 54' 19"                           |
| 122                                    | José Serpa (COL)                       | Lampre–Merida                          | + 3h 54' 25"                           |
| 123                                    | Geoffrey Soupe (FRA)                   | Cofidis                                | + 3h 55' 35"                           |
| 124                                    | Julián Arredondo (COL)                 | Trek Factory Racing                    | + 3h 56' 49"                           |
| 125                                    | Filippo Pozzato (ITA)                  | Lampre–Merida                          | + 3h 58' 20"                           |
| 126                                    | Marco Haller (AUT)                     | Team Katusha                           | + 3h 59' 04"                           |
| 127                                    | Christophe Laporte (FRA)               | Cofidis                                | + 3h 59' 10"                           |
| 128                                    | Ian Stannard (GBR)                     | Team Sky                               | + 3h 59' 37"                           |
| 129                                    | Tim Wellens (BEL)                      | Lotto–Soudal                           | + 3h 59' 39"                           |
| 130                                    | Alexander Kristoff (NOR)               | Team Katusha                           | + 4h 01' 06"                           |
| 131                                    | Dimitrij Gruzdev (KAZ)                 | Astana                                 | + 4h 01' 12"                           |
| 132                                    | Matteo Tosatto (ITA)                   | Tinkoff–Saxo                           | + 4h 01' 15"                           |
| 133                                    | Arnaud Gérard (FRA)                    | Bretagne–Séché Environnement           | + 4h 02' 06"                           |
| 134                                    | André Greipel (GER)                    | Lotto–Soudal                           | + 4h 03' 28"                           |
| 135                                    | Florian Sénéchal (FRA)                 | Cofidis                                | + 4h 04' 06"                           |
| 136                                    | Luke Rowe (GBR)                        | Team Sky                               | + 4h 04' 45"                           |
| 137                                    | Yohann Gène (FRA)                      | Team Europcar                          | + 4h 04' 56"                           |
| 138                                    | Arnaud Démare (FRA)                    | FDJ                                    | + 4h 05' 28"                           |
| 139                                    | Albert Timmer (NED)                    | Giant-Alpecin                          | + 4h 05' 30"                           |
| 140                                    | José Mendes (POR)                      | Bora–Argon 18                          | + 4h 07' 47"                           |
| 141                                    | Frédéric Brun (FRA)                    | Bretagne–Séché Environnement           | + 4h 10' 32"                           |
| 142                                    | Mark Cavendish (GBR)                   | Etixx–Quick-Step                       | + 4h 12' 05"                           |
| 143                                    | Ramūnas Navardauskas (LTU)             | Cannondale–Garmin                      | + 4h 14' 40"                           |
| 144                                    | Pieter Weening (NED)                   | Orica–GreenEDGE                        | + 4h 15' 20"                           |
| 145                                    | Jens Debusschere (BEL)                 | Lotto–Soudal                           | + 4h 16' 06"                           |
| 146                                    | Damien Gaudin (FRA)                    | AG2R La Mondiale                       | + 4h 16' 13"                           |
| 147                                    | Dylan van Baarle (NED)                 | Cannondale–Garmin                      | + 4h 18' 40"                           |
| 148                                    | Stijn Devolder (BEL)                   | Trek Factory Racing                    | + 4h 21' 31"                           |
| 149                                    | Jacopo Guarnieri (ITA)                 | Team Katusha                           | + 4h 22' 20"                           |
| 150                                    | Marcel Sieberg (GER)                   | Lotto–Soudal                           | + 4h 24' 52"                           |
| 151                                    | Luke Durbridge (AUS)                   | Orica–GreenEDGE                        | + 4h 25' 03"                           |
| 152                                    | Michael Matthews (AUS)                 | Orica–GreenEDGE                        | + 4h 26' 33"                           |
| 153                                    | Tom Leezer (NED)                       | LottoNL–Jumbo                          | + 4h 26' 47"                           |
| 154                                    | Tyler Farrar (USA)                     | MTN–Qhubeka                            | + 4h 32' 32"                           |
| 155                                    | Davide Cimolai (ITA)                   | Lampre–Merida                          | + 4h 33' 21"                           |
| 156                                    | Matthias Brändle (AUT)                 | IAM Cycling                            | + 4h 37' 36"                           |
| 157                                    | Bryan Nauleau (FRA)                    | Team Europcar                          | + 4h 40' 12"                           |
| 158                                    | Kenneth Vanbilsen (BEL)                | Cofidis                                | + 4h 41' 27"                           |
| 159                                    | Svein Tuft (CAN)                       | Orica–GreenEDGE                        | + 4h 48' 08"                           |
| 160                                    | Sébastien Chavanel (FRA)               | FDJ                                    | + 4h 56' 59"                           |

### Zelena majica
| Poz. | Kolesar                  | Ekipa            | Točke |
| ---- | ------------------------ | ---------------- | ----- |
| 1    | Peter Sagan (SVK)        | Tinkoff–Saxo     | 432   |
| 2    | André Greipel (GER)      | Lotto–Soudal     | 366   |
| 3    | John Degenkolb (GER)     | Giant-Alpecin    | 298   |
| 4    | Mark Cavendish (GBR)     | Etixx–Quick-Step | 206   |
| 5    | Bryan Coquard (FRA)      | Team Europcar    | 152   |
| 6    | Chris Froome (GBR)       | Team Sky         | 139   |
| 7    | Thibaut Pinot (FRA)      | FDJ              | 113   |
| 8    | Alejandro Valverde (ESP) | Movistar Team    | 103   |
| 9    | Thomas de Gendt (BEL)    | Lotto–Soudal     | 90    |
| 10   | Alexander Kristoff (NOR) | Team Katusha     | 90    |

### Pikčasta majica
| Poz. | Kolesar                  | Ekipa            | Točke |
| ---- | ------------------------ | ---------------- | ----- |
| 1    | Chris Froome (GBR)       | Team Sky         | 119   |
| 2    | Nairo Quintana (COL)     | Movistar Team    | 108   |
| 3    | Romain Bardet (FRA)      | AG2R La Mondiale | 90    |
| 4    | Thibaut Pinot (FRA)      | FDJ              | 82    |
| 5    | Joaquim Rodríguez (ESP)  | Team Katusha     | 78    |
| 6    | Pierre Rolland (FRA)     | Team Europcar    | 74    |
| 7    | Alejandro Valverde (SPA) | Movistar Team    | 72    |
| 8    | Jakob Fuglsang (DEN)     | Astana           | 64    |
| 9    | Richie Porte (AUS)       | Team Sky         | 58    |
| 10   | Serge Pauwels (BEL)      | MTN–Qhubeka      | 55    |

### Bela majica
| Poz. | Kolesar                | Ekipa               | Čas          |
| ---- | ---------------------- | ------------------- | ------------ |
| 1    | Nairo Quintana (COL)   | Movistar Team       | 84h 47' 26"  |
| 2    | Romain Bardet (FRA)    | AG2R La Mondiale    | + 14' 48"    |
| 3    | Warren Barguil (FRA)   | Giant-Alpecin       | + 30' 03"    |
| 4    | Thibaut Pinot (FRA)    | FDJ                 | + 37' 40"    |
| 5    | Bob Jungels (LUX)      | Trek Factory Racing | + 1h 32' 09" |
| 6    | Peter Sagan (SVK)      | Tinkoff–Saxo        | + 2h 13' 43" |
| 7    | Adam Yates (GBR)       | Orica–GreenEDGE     | + 2h 15' 24" |
| 8    | Wilco Kelderman (NED)  | LottoNL–Jumbo       | + 3h 02' 55" |
| 9    | Emanuel Buchmann (GER) | Bora–Argon 18       | + 3h 07' 35" |
| 10   | Merhawi Kudus (ERI)    | MTN–Qhubeka         | + 3h 09' 24" |

### Ekipna razvrstitev
| Poz. | Ekipa            | Čas          |
| ---- | ---------------- | ------------ |
| 1    | Movistar Team    | 255h 24' 24" |
| 2    | Team Sky         | + 57' 23"    |
| 3    | Tinkoff–Saxo     | + 1h 00' 12" |
| 4    | Astana           | + 1h 12' 09" |
| 5    | MTN–Qhubeka      | + 1h 14' 32" |
| 6    | AG2R La Mondiale | + 1h 24' 22" |
| 7    | Team Europcar    | + 1h 48' 51" |
| 8    | BMC Racing Team  | + 2h 41' 46" |
| 9    | IAM Cycling      | + 2h 42' 16" |
| 10   | LottoNL–Jumbo    | + 2h 46' 59" |